# Kleine Röder (Naturschutzgebiet)
Das Naturschutzgebiet Kleine Röder liegt auf dem Gebiet der Stadt Bad Liebenwerda im Landkreis Elbe-Elster in Brandenburg.

## Lage
Das Gebiet mit der Kenn-Nummer 1623 wurde mit Verordnung vom 1. Juni 2011 unter Naturschutz gestellt. Das rund 385 ha große Naturschutzgebiet erstreckt sich südwestlich von Zeischa, einem Ortsteil von Bad Liebenwerda, entlang der Kleinen Röder, eines linken Nebenarmes der Großen Röder. Westlich, östlich und durch das Gebiet hindurch verläuft die Landesstraße L 64 und östlich die L 593. Am südlichen und südöstlichen Rand des Gebietes verläuft die Landesgrenze zu Sachsen.

## Schutzzweck
Die Fläche umfasst ein Feuchtgebiet mit Feuchtwiesen, Niedermooren, Gehölzbeständen und Fließ- und Stillgewässern im Elbe-Mulde-Tiefland, dass geschützt werden soll. Dort gedeihen wild lebende Pflanzengesellschaften in Hochstaudenfluren, im Feuchtgrünland, in Röhrichten und Uferzonen, in Schwimmblatt- und Tauchfluren, in Auwäldern sowie in Eichenmischwäldern und Weidengebüschen. Die Verordnung zur Schutzstellung sieht außerdem „die Erhaltung der besonderen Eigenart und hervorragenden Schönheit einer insbesondere durch Wald, Gehölzreihen, Grünland, Teiche und Moorbereiche reich strukturierten Niederungslandschaft“ sowie „die Erhaltung und Entwicklung des Gebietes als wesentlicher Teil des überregionalen Biotopverbundes zwischen den Gebieten von gemeinschaftlicher Bedeutung „Röderaue und Teiche unterhalb Großenhain“ im Freistaat Sachsen und dem „Mittellauf der Schwarzen Elster“ in Brandenburg“ als erhaltenswert an. Im Bad Liebenwerdaer Ortsteil Kosilenzien befindet sich auch ein Slawischer Burgwall, der Teil des Naturschutzgebietes ist.

## Flora
Als besonders schützenswert wird das Vorkommen der Wasserfeder, der Wasserschwertlilie und des Froschkrauts angesehen.

## Fauna
Unter den streng geschützten Arten im Gebiet ist insbesondere die Moorente, die Große Rohrdommel, die Bartmeise, der Wachtelkönig, der Kiebitz, Bekassine, der Schwarzstorch, der Fischadler, die Rohrweihe und die Grauammer zu nennen. Weiterhin leben in dem Gebiet die Schafstelze, der Drosselrohrsänger, der Rohrschwirl sowie der Eisvogel. Außerdem wurde die Wechselkröte, der Laubfrosch, die Knoblauchkröte und der Moorfrosch nachgewiesen. Hinzu kommen der Biber, der Fischotter, der Kammmolch, der Schlammpeitzger sowie der Bitterling.